# Кузнецов, Пётр Григорьевич (генерал)
Пётр Григорьевич Кузнецов (15 сентября 1923 — 8 июня 1975) — генерал-майор ВС СССР, начальник Саратовского высшего военно-химического командного училища в 1966—1975 годах.

## Биография
Родился 15 сентября 1923 года в деревне Горка (нынешний Куньинский район Псковской области в крестьянской семье. Окончил 10 классов Куньинской средней школы, призван в РККА в июле 1941 года, направлен в Калининское военное училище химической защиты РККА. В октябре того же года училище было эвакуировано в Кизел: проучившись 10 месяцев, в мае 1942 года Кузнецов, получивший звание младшего лейтенанта, был назначен командиром взвода курсантов в училище. С октября 1944 года проходил стажировку на посту начальника химической службы 45-го гвардейского отдельного сапёрного батальона 39-й гвардейской стрелковой дивизии. Участник боёв на территории Польши и Германии, участник Парада Победы в Москве.
В июле 1946 года назначен командиром роты химзащиты учебного отряда училища. В декабре 1946 года поступил на командно-инженерный факультет Военной академии химической защиты имени К. Е. Ворошилова, который окончил в апреле 1953 года, после чего был назначен старшим инженером в Центральный научно-исследовательский институт в Шиханах (Саратовская область). Принимал участие в испытаниях первой советской водородной бомбы.
В сентябре 1954 года назначен преподавателем общей тактики на Центральные Краснознамённые офицерские курсы химических войск в Саратов, в июле 1956 года стал старшим офицером учебного отдела курсов, а в апреле 1960 года стал преподавателем противохимической и противоатомной защиты Центральных офицерских курсов «Выстрел». В октябре 1960 года Кузнецов был назначен командиром 118-го отдельного учебного батальона химической защиты 47-й гвардейской учебной танковой дивизии Белорусского военного округа, а в 1961 году стал начальником химической службы этой дивизии. С марта 1962 года — начальник химических войск 28-й армии Белорусского военного округа.
24 февраля 1966 года приказом Министерства обороны СССР полковник Кузнецов был назначен начальником Саратовского военно-химического училища. С 1 сентября 1969 года училище было переведено на профиль высшего командного, получив наименование «Саратовское высшее военно-химическое командное училище». В феврале 1968 года Кузнецов получил звание генерал-майора технических войск. На посту начальника участвовал в переводе училища на профиль высшего командного, занимаясь подготовкой специалистов-химиков с высшим образованием: первый набор курсантов по профилю высшего командного состоялся в 1969 году. 31 мая 1973 года училище снова было переименовано, получив название «Саратовское высшее военное инженерное училище химической защиты» и занявшись подготовкой военных инженеров-химиков.
Уволен в запас по болезни в январе 1975 года. Скончался 8 июня того же года, похоронен на Воскресенском кладбище в Саратове.
Супруга — Валентина Даниловна Пуховикова, учительница русского языка в Куньинской школе. Сыновья — Сергей и Александр, доктора физико-математических наук, профессора Саратовского государственного университета.

## Награды
- орден Красной Звезды (30 декабря 1956)[3]
- орден «Знак Почёта» (23 февраля 1971)[3] — за достигнутые успехи в деле подготовки офицерских кадров[1]
- медаль «За боевые заслуги» (19 ноября 1951)[3]
- медаль «За победу над Германией в Великой Отечественной войне 1941—1945 гг.» (9 мая 1945)[3]